# Gymnastiek op de Olympische Zomerspelen 2012 – Rekstok mannen
De rekstok voor de mannen op de Olympische Zomerspelen 2012 in Londen vond plaats op 28 juli (kwalificatie) en op 7 augustus (finale). De Nederlander Epke Zonderland won het onderdeel voor de Duitser Fabian Hambüchen die het zilver pakte en de Chinees Zou Kai die het brons won. De gouden medaille van Zonderland was de eerste gouden medaille ooit voor Nederland bij het turnen.
Alle deelnemende turners moesten een kwalificatie-oefening turnen. De beste acht deelnemers gingen door naar de finale. Er mochten maximaal twee deelnemers per land in de finale komen. Alleen de scores die in de finale gehaald werden, telden voor de einduitslag.

## Uitslag

### Finale
- D-score: de moeilijkheidsgraad van de oefening
- E-score: de uitvoeringsscore van de oefening
- Straf: straffen die zijn gegeven door de jury
- Totaal: D-score + E-score - straf geeft de totaalscore

| Rang   | Naam             | Land | D-score | E-score | Straf | Totaal |
| ------ | ---------------- | ---- | ------- | ------- | ----- | ------ |
| Goud   | Epke Zonderland  | NED  | 7.900   | 8.633   |       | 16.533 |
| Zilver | Fabian Hambüchen | GER  | 7.500   | 8.900   |       | 16.400 |
| Brons  | Zou Kai          | CHN  | 7.900   | 8.466   |       | 16.366 |
| 4      | Zhang Chenglong  | CHN  | 7.700   | 8.566   |       | 16.266 |
| 5      | Danell Leyva     | USA  | 7.200   | 8.633   |       | 15.833 |
| 6      | Jonathan Horton  | USA  | 6.800   | 8.666   |       | 15.466 |
| 7      | Emin Garibov     | RUS  | 7.100   | 8.233   |       | 15.333 |
| 8      | Kim Ji-Hoon      | KOR  | 7.100   | 8.033   |       | 15.133 |